# Джегв
Джегв (фар. Gjógv [ʤɛgv]) — деревня, расположенная на острове Эстурой, одном из островов Фарерского архипелага. Население — 34 человека (2012).

## Название
Джегв с фарерского переводится как овраг. Место названо так из-за естественной гавани в овраге рядом с деревней. Рыбацкие лодки опускаются на дно оврага, а оттуда их перетаскивают по трапу со дна оврага вверх и в сторону от прибоя.
Название местности известно с 1584 года в форме Giou, Gioff.

## География
Джегв расположен на северо-восточной оконечности острова Эстурой. К северу от деревни находится скала Бигвин (высота 188 м), а к западу — высочайшая точка Фарерских островов — Слаттаратиндур (высота 882 м).

## История
Ранее Джегв был самостоятельным муниципалитетом, но с 2005 года входит в состав коммуны Сунда.

## Инфраструктура
В Джегве есть ферма по разведению лосося, литейный завод по производству железобетонных элементов и гостевой дом. Церковь в деревне построена в 1929 году, а школа — в 1884 году.

## Галерея

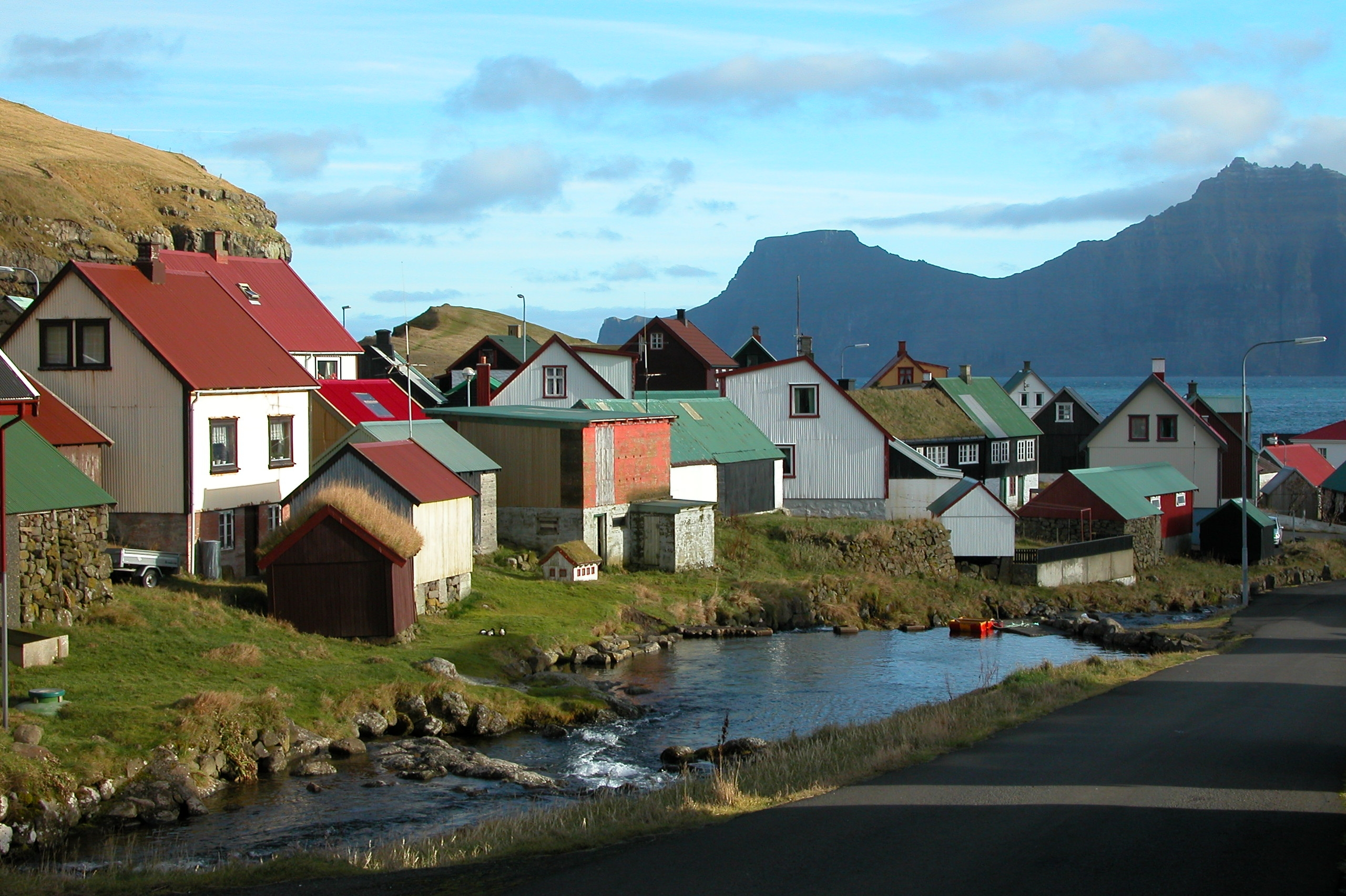
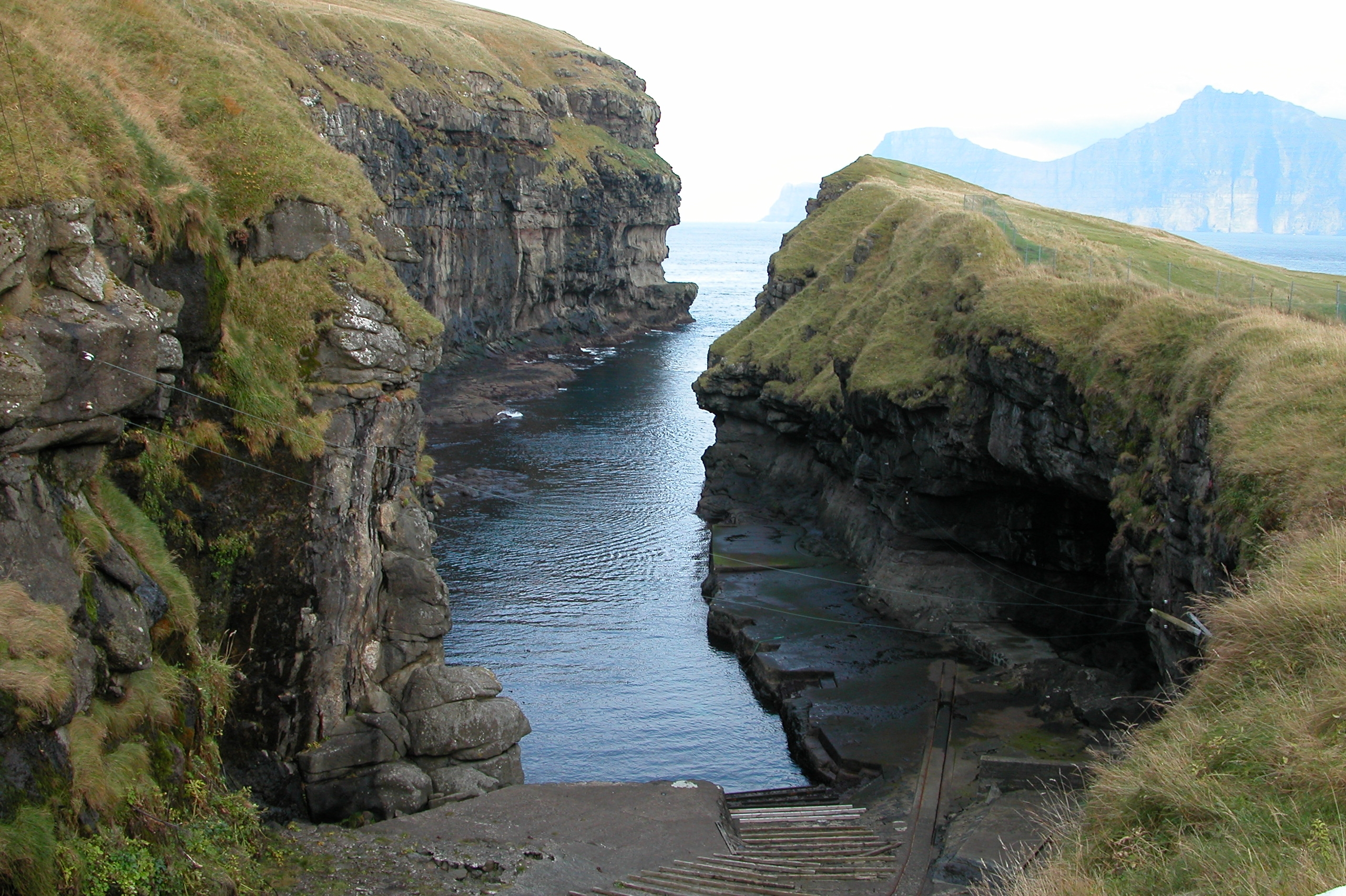